# Inteligência V-1 e V-2
A inteligência militar sobre as armas V-1 e V-2 desenvolvidas pelos alemães para ataques ao Reino Unido durante a Segunda Guerra Mundial foi importante para combatê-los. A inteligência veio de várias fontes e o anglo-americano as agências de inteligência o usaram para avaliar a ameaça das Armas-V alemãs.
As atividades incluíram o uso do "Sistema Double Cross" para contra-espionagem e o projeto britânico codinome "Big Ben" para reconstruir e avaliar a tecnologia de mísseis alemã para o qual Dinamarca, Polônia, Luxemburgo, Suécia e a URSS forneceram assistência . Os estratagemas da contraespionagem alemã foram usados para enganar os Aliados sobre os locais de lançamento do V-1 e o Centro de Pesquisas do Exército de Peenemünde, que foram alvo de ataques dos Aliados.
O "Exército da Pátria" da resistência polonesa ("Armia Krajowa" - AK), que conduzia operações militares contra as forças de ocupação alemãs, também estava fortemente envolvido no trabalho de inteligência. Isso incluiu operações investigando o Wunderwaffe alemão: a bomba voadora V-1 e o foguete V-2. A inteligência britânica recebeu seu primeiro relatório polonês sobre o desenvolvimento dessas armas em Peenemünde em 1943.

## Primeiros relatórios
No verão de 1941, a inteligência do Exército da Pátria começou a receber relatórios de suas unidades de campo sobre algum tipo de teste secreto realizado pelos alemães na ilha de Usedom, no Mar Báltico. Um "Bureau" especial foi formado dentro do grupo de inteligência "Lombard", encarregado de espionagem dentro do 3º Reich e as áreas polonesas incorporadas a ele após 1939, para investigar o assunto e coordenar ações futuras. Conhecimento científico especializado foi fornecido ao grupo pelo engenheiro Antoni Kocjan, "Korona", um renomado construtor de planadores pré-guerra. Além disso, como parte de suas operações, o "Bureau" conseguiu recrutar um antinazista austríaco, Roman Traeger (T-As2), que servia como sargento na Wehrmacht e estava estacionado em Usedom. Trager forneceu ao AK informações mais detalhadas sobre os "torpedos voadores" e apontou Peenemünde em Usedom como o local dos testes. As informações obtidas levaram ao primeiro relatório do AK aos britânicos, supostamente escrito por Jerzy Chmielewski, "Rafal", encarregado de processar os relatórios econômicos obtidos pelo grupo "Lombardo".

## Operação Most III
Depois que os testes de vôo do V-2 começaram perto da vila de Blizna, ao sul de Mielec (o primeiro lançamento de lá foi em 5 de novembro de 1943), o AK teve uma oportunidade única de coletar mais informações e interceptar partes de foguetes de teste (a maioria que não explodiu).
O AK localizou rapidamente o novo campo de testes em Blizna, graças a relatórios de fazendeiros locais e unidades de campo do AK, que conseguiram obter por conta própria peças dos foguetes disparados, chegando ao local antes das patrulhas alemãs. No final de 1943, em cooperação com a inteligência britânica, foi formado um plano para tentar capturar um foguete V-2 não detonado e transportá-lo para a Grã-Bretanha.
Na época, a opinião dentro da inteligência britânica estava dividida. Um grupo tendia a acreditar nos relatos e relatórios do AK, enquanto outro era altamente cético e argumentava que era impossível lançar um foguete do tamanho relatado pelo AK usando qualquer combustível conhecido. Então, no início de março de 1944, o quartel-general da inteligência britânica recebeu um relatório de um funcionário do metrô polonês (codinome "Makary") que rastejou até a linha férrea de Blizna e viu em um vagão fortemente guardado por tropas SS "um objeto que, embora coberto por uma lona, tinha toda a semelhança com um torpedo monstruoso. A inteligência polonesa também informou aos britânicos sobre o uso de oxigênio líquido em um relatório de rádio de 12 de junho de 1944. Alguns especialistas das comunidades de inteligência britânica e polonesa rapidamente perceberam que aprender a natureza do combustível utilizado pelos foguetes era crucial, e, portanto, a necessidade de obter um exemplo de trabalho.
A partir de abril de 1944, vários foguetes de teste caíram perto da vila de Sarnaki, nas proximidades do rio Bug, ao sul de Siemiatycze. O número de peças coletadas pela inteligência polonesa aumentou. Eles foram então analisados pelos cientistas poloneses em Varsóvia. De acordo com alguns relatos, por volta de 20 de maio de 1944, um foguete V-2 relativamente intacto caiu na margem pantanosa do Bug perto de Sarnaki e os poloneses locais conseguiram escondê-lo antes da chegada dos alemães. Posteriormente, o foguete foi desmontado e contrabandeado pela Polônia.

## Impacto no curso da guerra
Embora o conhecimento inicial de um foguete pelo AK tenha sido uma façanha em termos de inteligência pura, não se traduziu necessariamente em resultados significativos no solo. Por outro lado, o AK alertou os britânicos sobre os perigos representados por ambos os projetos de mísseis, o que os levou a alocar mais recursos para a produção de bombardeios e locais de lançamento e, assim, diminuir a eventual devastação causada por eles. Além disso, o bombardeio da Operação Hydra em Peenemünde, supostamente realizado com base na inteligência do Exército Nacional, atrasou o V-2 em seis a oito semanas.